# Siddur

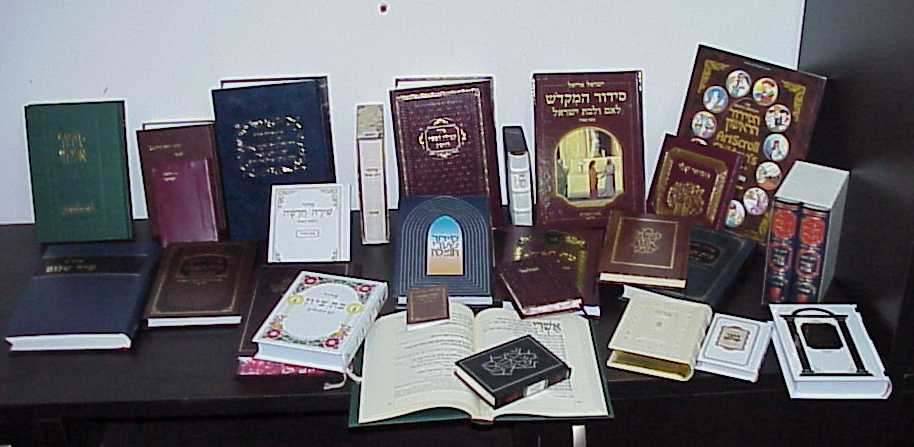
Eine Auswahl an Siddurim

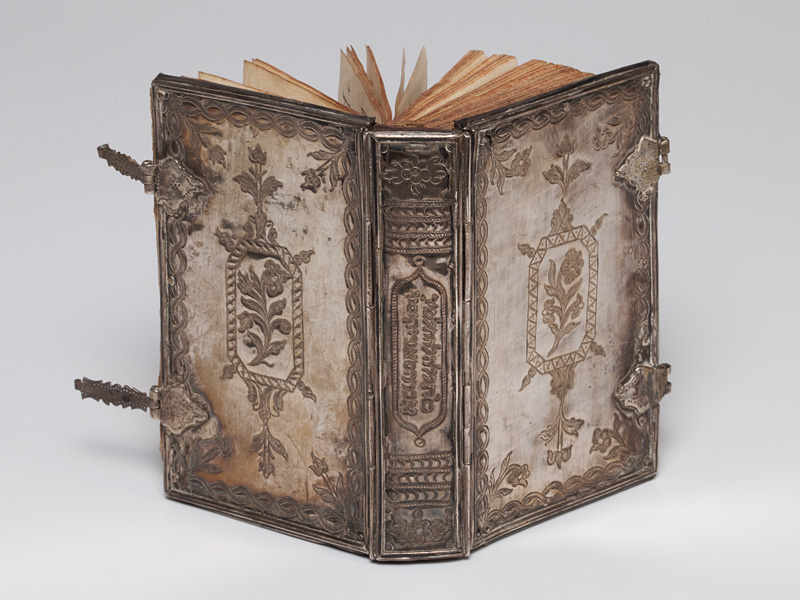
Gebetbuch für Festtage nach sephardischem Ritus, 1803, in der Sammlung des Jüdischen Museums der Schweiz.

Siddur (hebräisch סידור ‚Ordnung‘, Plural: Siddurim) ist die übliche Bezeichnung für das jüdische Gebetbuch für den Alltag und den Schabbat. 

## Beschreibung
Das Wort „Siddur“ bedeutet „Ordnung“; es stammt von der hebräischen Wurzel סדר sdr, deutsch ‚ordnen‘ und bezeichnet die Ordnung und Reihenfolge der Gebete. Auf dieselbe Wurzel geht auch die Bezeichnung „Seder“ für die häusliche Feier an Pessach zurück.
Ein Siddur enthält die Gebete für den Alltag und den Schabbat, das sind das Morgen- (Schacharit), Nachmittags- (Mincha) und Abendgebet (Maariw) und das Mussafgebet, das nur am Schabbat und an Feiertagen gesprochen wird. Daneben enthält der Siddur Segenssprüche, die in der Synagoge oder zuhause gesprochen werden, und Gebete für besondere Anlässe sowie die wichtigsten Gebete für die hohen Feiertage. Die Gebete sind im tradierten hebräischen Text mit Vokalisierung gedruckt, vielfach mit Übersetzungen in der jeweiligen Landessprache. Im Reformjudentum werden je nach Denomination mehr oder weniger Gebete in der Landessprache gebetet.
Aschkenasische und sephardische Siddurim unterscheiden sich, wenn auch nicht erheblich; ebenso gibt es Unterschiede je nach örtlichem Ritus und Denomination. Für die Feiertage existieren besondere Gebetbücher, die als Machsor bezeichnet werden. Die Unterscheidung zwischen Siddur und Machsor ist neueren Datums und wird nicht in allen jüdischen Gemeinschaften gemacht.

## Siddurim

### Mit deutscher Übersetzung

#### Orthodox
- Sidur Sefat Emet, Selig Bamberger (Übers.): : Gebetbuch der Israeliten. Victor Goldschmidt-Verlag, Basel 1999 ISBN 3-85705-017-9 (Erstausgabe: Rödelheim 1799) (orthodox)
- Siddur schma kolenu. dt. Übers. Raw Joseph Scheuer, bearb. Albert Richter / Edouard Selig, hg. durch die Israelitische Cultusgemeinde Zürich, Verlag Morascha, Basel 1996
- Siddur Tehillat Haschem Nussach Ha-Ari Sal. Mit deutscher Übersetzung von Miriam Magall[2], Verlag Jüdisches, Berlin 2017 (Gebetbuch nach dem Brauch von Chabad).
- Das Koren Schalem Siddur, Jerusalem 2020. ISBN 978-965-7760-42-0 (orthodox), herausgegeben in Zusammenarbeit mit der Orthodoxen Rabbinerkonferenz[3]
- Siddur Schomer Jissrael, herausgegeben von Rabbiner Zsolt Balla und der Orthodoxen Rabbinerkonferenz, 2020 (der Schwerpunkt dieses Siddurs liegt auf der Transliteration der Texte[4])

#### Siddurim des liberalen Judentums
- Sēder hat-tefillôt. Das jüdische Gebetbuch für Schabbat und Wochentage herausgegeben von Jonathan Magonet und einer Übersetzung von Annette Böckler, Gütersloher Verlagshaus 1997 (Reform)
- Andreas Nachama, Jonah Sievers (Hrsg.): Jüdisches Gebetbuch Hebräisch-Deutsch: Schabbat und Werktage. 3. Auflage. Gütersloher Verlagshaus, 2009, ISBN 978-3-579-02595-7 (296 S.).
- Andreas Nachama, Jonah Sievers (Hrsg.): Jüdisches Gebetbuch – Pessach/Schawuot/Sukkot. Gütersloher Verl.-Haus, Gütersloh 2011, ISBN 978-3-579-02597-1.
- Andreas Nachama, Jonah Sievers (Hrsg.): Jüdisches Gebetbuch – Rosch Haschana Gütersloher Verl.-Haus, Gütersloh 2013, ISBN 978-3-579-02599-5.
- Andreas Nachama, Jonah Sievers (Hrsg.): Jüdisches Gebetbuch – Jom Kippur Gütersloher Verl.-Haus, Gütersloh 2013, ISBN 978-3-579-07410-8.